# Безухие квакши
Безухие квакши (лат. Allophryne) — род бесхвостых земноводных, единственный в семействе Allophrynidae. Некоторые исследователи отделяют род в подсемейство Allophryninae семейства Centrolenidae.

## Описание
Это полудревесные лягушки, обитающие как на земле, так и на деревьях на высоте 1-3 метра. Об экологии, поведении или развитии представителей данного рода мало что известно.

## Распространение
Ареал рода охватывает Южную Америку от Южной Венесуэлы, Гайаны и Суринама до Центральной Бразилии. Возможно, также встречаются в прилегающих районах Боливии и восточной Колумбии.

## Классификация
На январь 2023 года в род включают 3 вида:
- Allophryne relicta Caramaschi, Orrico, Faivovich, Dias & Solé, 2013
- Allophryne resplendens Castroviejo-Fisher, Pérez-Peña, Padial & Guayasamin, 2012
- Allophryne ruthveni Gaige, 1926 — Безухая квакша[1]